# Caerphilly (formaggio)

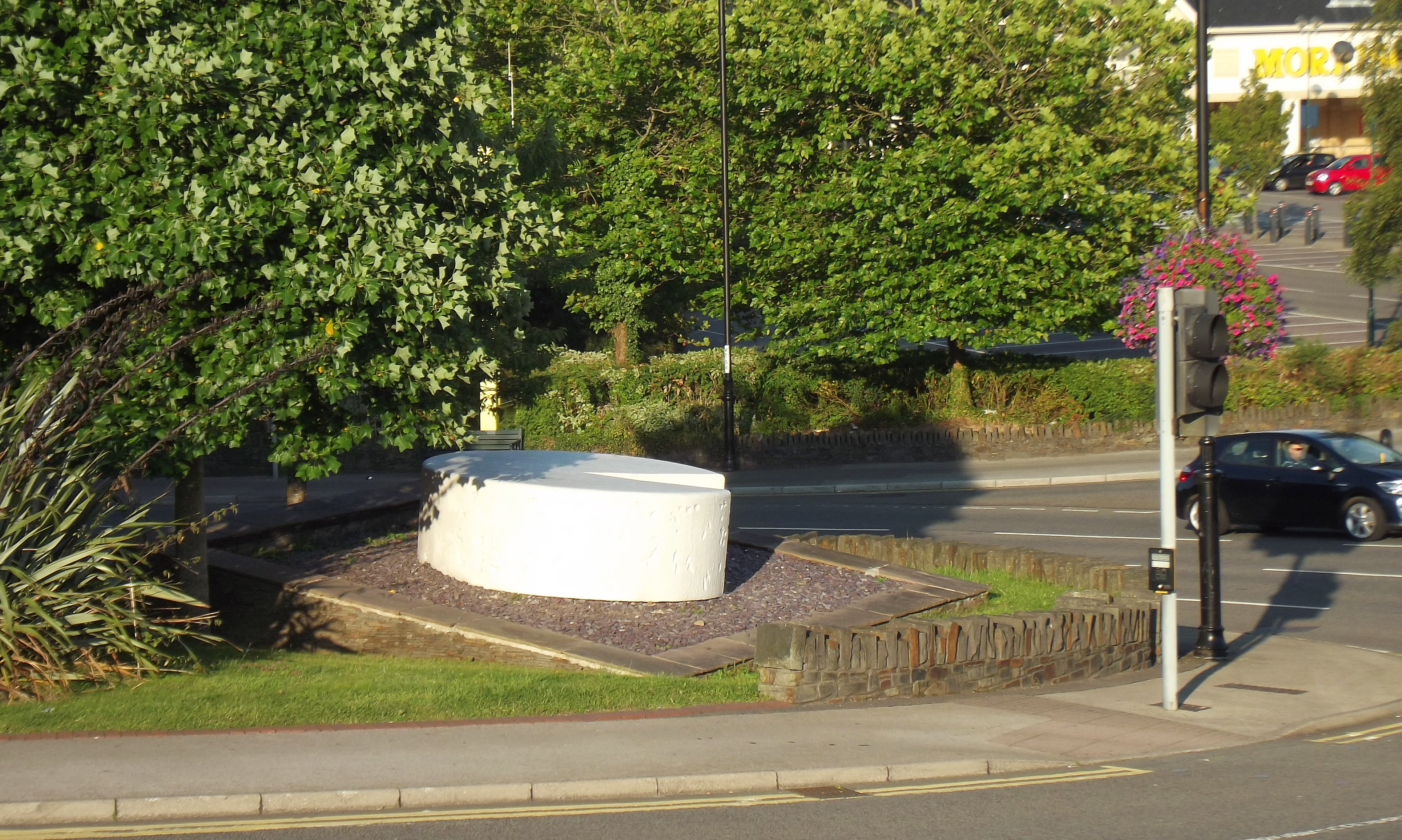
Una rotatoria dedicata al formaggio Caerphilly

Il Caerphilly cheese è un tipo di formaggio a pasta dura, bianca, originario dell'area attorno alla città di Caerphilly nel Galles, sebbene oggi sia prodotto anche nel sud-ovest dell'Inghilterra e ai confini con il Galles.
È un formaggio friabile leggermente colorato, prodotto da latte di vacca, ha un contenuto di grasso attorno al 48%.
Ha un sapore di media intensità, con la salinità come caratteristica precipua. Si dice che il formaggio fu creato per i minatori di carbone della zona per rifornirli del sale perso durante il loro turno di 10 ore di lavoro nel sottosuolo, così fu nutrimento principale nella dieta dei minatori. 
Il Caerphilly è stato uno dei molti formaggi menzionati nello sketch “Cheese Shop” dal film Monty Python negli anni '70.
La produzione di Caerphilly cessò nel corso della II guerra mondiale poiché tutto il latte doveva andare alle fabbriche del formaggio Cheddar. Dopo la guerra queste industrie iniziarono a produrre la loro versione di Caerphilly, che è quella maggiormente conosciuta oggi, secca e friabile. Comunque ci sono ancora due o tre aziende che producono l'originale Caerphilly, che è sodo nel mezzo e cremoso alle estremità.
Nella città di Caerphilly si svolge annualmente un festival di tre giorni per festeggiare il formaggio, chiamato The Big Cheese/Y Caws Mawr.